# Wyniosłość Giełczewska
Wyniosłość Giełczewska (Wzniesienie Giełczewskie, Wierzchowina Giełczewska) (343.17) – mezoregion fizycznogeograficzny we wschodniej Polsce, stanowiący środkową część Wyżyny Lubelskiej, położony w międzyrzeczu trzech rzek: Bystrzycy, Wieprza i Poru. Od północy graniczy z Płaskowyżem Świdnickim, od północnego wschodu z Obniżeniem Dorohuckim, od wschodu z Działami Grabowieckimi, od południa z Padołem Zamojskim, od południowego zachodu ze Wzniesieniami Urzędowskimi, od zachodu z Równiną Bełżycką a od północnego zachodu z Płaskowyżem Nałęczowskim.
Region jest wzniesieniem osiągającym wysokość do 306 m n.p.m. (w formie ostańców), zbudowanym z przewarstwionych marglami opok. W południowo-zachodniej części regionu występują dodatkowo płaty lessów. Doliny Wyniosłości Giełczewskiej są asymetryczne, sieć wodna ma natomiast układ promienisty. Gleby regionu to przede wszystkim rędziny i gleby brunatnoziemne. Mezoregion jest regionem rolniczym.
Na obszarze Wyniosłości Giełczewskiej znajduje się Krzczonowski Park Krajobrazowy (utworzony w 1990).
W regionie są dwa miasta: Bychawa i Piaski. Inne miejscowości to m.in. Fajsławice, Wysokie, Żółkiewka, Piotrków, Krzczonów i Giełczew (od której pochodzi nazwa regionu).